# Constantin Ostrogski
Pour les articles homonymes, voir Ostrogski (homonymie).
Ne doit pas être confondu avec Zborov ou Konstanty Wasyl Ostrogski.
Konstanty Iwanowicz Ostrogski (né vers 1460, mort le 10 août 1530), prince lituanien, premier grand hetman de Lituanie (1497-1500 et 1507-1530) voïvode de Trakai en 1522, castellan de Vilnius en 1511.

## Biographie
Konstanty Ostrogski est le fils d'Iwan Ostrogski et d'une princesse Bielski. Il commence sa carrière militaire sous le règne de Jan Olbracht Jagellon et prend part aux campagnes contre les Tatars et la grande-principauté de Moscou. Pour sa victoire près d'Otchakiv contre les forces de Mehmet Girey, il reçoit le titre de grand hetman de Lituanie, le premier de l'histoire de la Lituanie. Mais il est vaincu à la bataille de la Vedrocha, le 14 juillet 1500 et tenue en captivité pendant trois ans. En 1503, il réussit à s'évader et le roi Zygmunt Ier, lui rend son titre d'hetman en 1507. En tant que l'un des principaux chefs militaires, il poursuit la guerre contre les Moscovites aux côtés des grands hetmans de la Couronne Mikołaj Kamieniecki et Mikołaj Firlej, et obtient une grande victoire contre les Tatars à la bataille de Wiśniowiec, le 28 avril 1512.

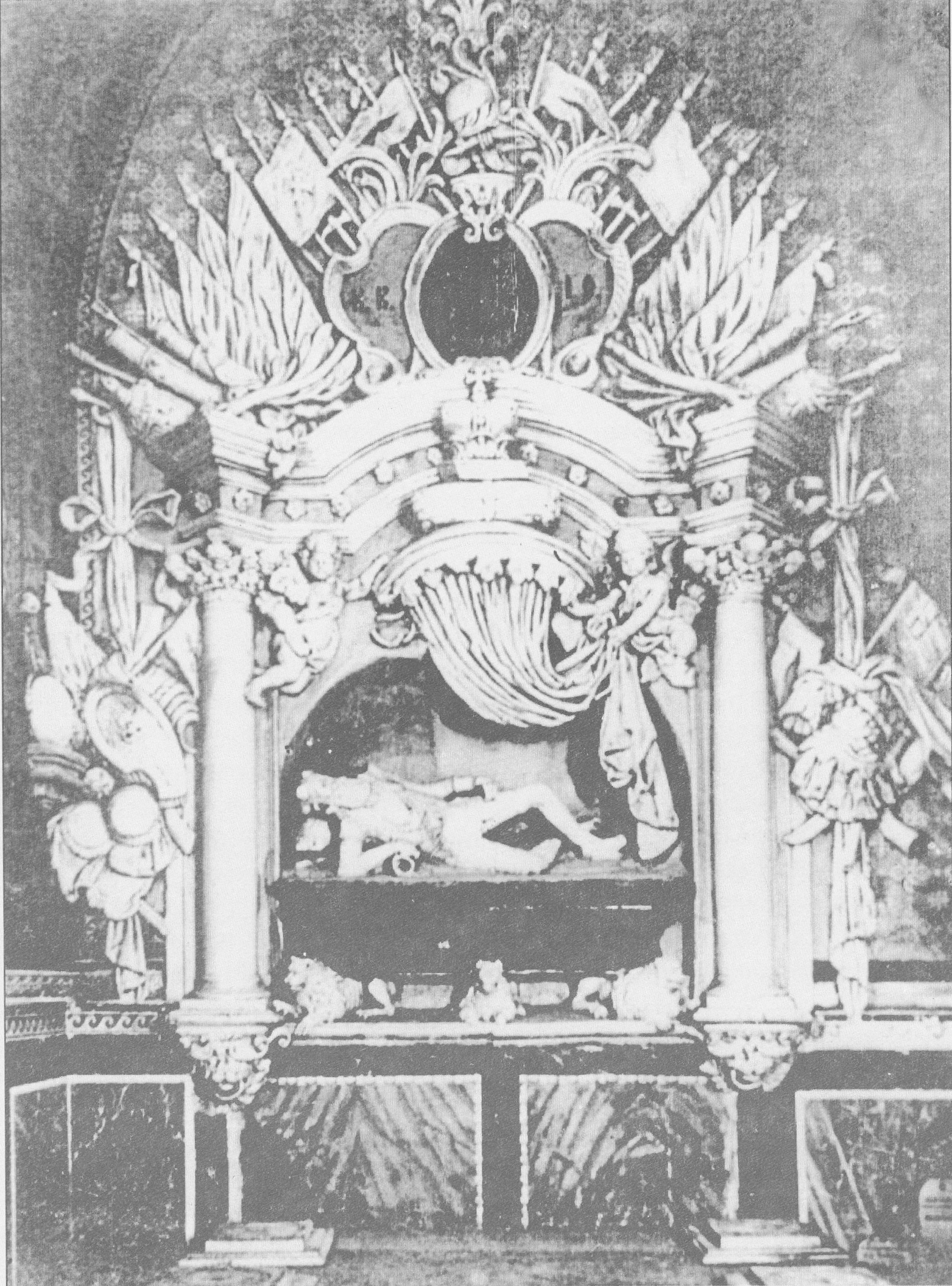
Monument funéraire de Konstanty Ostrogski dans la Cathédrale de la Dormition de la Laure de Kiev. Détruit presque entièrement par l'explosion de la cathédrale en 1941, avec son gisant très endommagé, il attend encore d'être reconstruit. Une copie du monument au 1/5ème existe dans les Musées de la Laure.

En 1514, commence une nouvelle guerre avec la principauté de Moscou. Ostrogski commande l'ensemble des forces polonaises et lituaniennes (environ 35 000 hommes. Parmi ses subordonnés figurent Jerzy Radziwiłł, Janusz Świerczowski (pl), Witold Sampoliński et le futur hetman de la Couronne Jan Tarnowski. Le 8 septembre 1514, il remporte une brillante victoire contre l'armée de Vassili III à la bataille d'Orcha. En 1517 il tente de s'emparer de la forteresse d'Opotchka, mais le siège est un échec et ruine l'espoir de reconquérir Smolensk.
Ostrogski est un fervent orthodoxe qui perpétue dans les traditions de sa famille. Il contribue généreusement à la construction de plusieurs églises orthodoxes et parraine la création de nombreuses écoles pour enfants orthodoxes.
Konstanty Ostrogski décède à Turów, le 10 août 1530. Il est inhumé au monastère orthodoxe des Grottes à Kiev. La ville de Starokostiantyniv porte toujours son nom.

## Mariages et descendance
Konstanty Ostrogski se marie une première fois avec Tatiana Anna Holszańska (pl) qui lui donne un fils :
- Illia (en) (1510–1539), staroste de Bratslav et Vinnytsia.

Il épouse ensuite Aleksandra née Słucka qui lui donne un deuxième fils :
- Konstanty Wasyl

## Hommages
La 30e brigade mécanisée d'Ukraine porte son nom.